# Campionati del mondo di atletica leggera indoor 2014 - Getto del peso maschile
La competizione si è svolta il 7 marzo 2014.

## Podio
| Pos.    | Atleta       | Nazionalità   | Misura  |
| ------- | ------------ | ------------- | ------- |
| Oro     | Ryan Whiting | Stati Uniti   | 22,05 m |
| Argento | David Storl  | Germania      | 21,79 m |
| Bronzo  | Tomas Walsh  | Nuova Zelanda | 21,26 m |

## Situazione pre-gara

### Record
Prima di questa competizione, il record del mondo (WR) e il record dei campionati (CR) erano i seguenti.
| Record                | Prestazione | Atleta                      | Data                                     | Competizione                     |
| --------------------- | ----------- | --------------------------- | ---------------------------------------- | -------------------------------- |
| Record mondiale       | 22,66 m     | Randy Barnes Stati Uniti    | 20 gennaio 1989 Los Angeles, Stati Uniti |                                  |
| Record dei campionati | 22,24 m     | Ulf Timmermann Germania Est | 7 marzo 1987 Indianapolis, Stati Uniti   | Campionati del mondo indoor 1987 |

### Campioni in carica
I campioni in carica, a livello mondiale e continentale, erano:
| Campione | Atleta                   | Prestazione | Data                           | Competizione                     |
| -------- | ------------------------ | ----------- | ------------------------------ | -------------------------------- |
| Mondiale | Ryan Whiting Stati Uniti | 22,00 m     | 9 marzo 2012 Istanbul, Turchia | Campionati del mondo indoor 2012 |
| Europeo  | Asmir Kolašinac Serbia   | 20,62 m     | 1º marzo 2013 Göteborg, Svezia | Campionati europei indoor 2013   |

### La stagione
Prima di questa gara, gli atleti con le migliori tre prestazioni dell'anno erano:
| Pos. | Atleta                   | Prestazione | Data                                      |
| ---- | ------------------------ | ----------- | ----------------------------------------- |
| 1    | Ryan Whiting Stati Uniti | 22,23 m     | 23 febbraio 2014 Albuquerque, Stati Uniti |
| 2    | Kurt Roberts Stati Uniti | 21,50 m     | 23 febbraio 2014 Albuquerque, Stati Uniti |
| 3    | Joe Kovacs Stati Uniti   | 21,46 m     | 23 febbraio 2014 Albuquerque, Stati Uniti |

## Qualificazioni
La qualificazione si è svolta a partire dalle 10:15 del 7 marzo 2014.
Si qualificano per la finale i concorrenti che ottengono una misura di almeno 20,70 m; in mancanza di 8 qualificati, accedono alla finale i primi 8 atleti della qualificazione.
| Pos. | Atleta           | Paese                | 1ª prova | 2ª prova | 3ª prova | Risultato | Note |
| ---- | ---------------- | -------------------- | -------- | -------- | -------- | --------- | ---- |
| 1    | David Storl      | Germania             | 20,61 m  | x        | 21,24 m  | 21,24 m   | Q    |
| 2    | Ryan Whiting     | Stati Uniti          | 20,75 m  | -        | -        | 20,75 m   | Q    |
| 3    | Germán Lauro     | Argentina            | 20,65 m  | 20,73 m  | -        | 20,73 m   | Q    |
| 4    | Tomasz Majewski  | Polonia              | 19,99 m  | 20,60 m  | x        | 20,60 m   | q    |
| 5    | Georgi Ivanov    | Bulgaria             | 20,45 m  | 19,83 m  | 19,53 m  | 20,45 m   | q    |
| 6    | Tomas Walsh      | Nuova Zelanda        | 20,18 m  | 20,08 m  | 20,41 m  | 20,41 m   | q    |
| 7    | Orazio Cremona   | Sudafrica            | 20,28 m  | x        | 19,63 m  | 20,28 m   | q    |
| 8    | Aleksandr Lesnoj | Russia               | 19,67 m  | 19,70 m  | 20,26 m  | 20,26 m   | q    |
| 9    | Borja Vivas      | Spagna               | 19,65 m  | 20,19 m  | 19,73 m  | 20,19 m   |      |
| 10   | Kurt Roberts     | Stati Uniti          | x        | x        | 20,17 m  | 20,17 m   |      |
| 11   | Marco Fortes     | Portogallo           | 20,12 m  | 20,06 m  | 19,95 m  | 20,12 m   |      |
| 12   | Tomáš Staněk     | Rep. Ceca            | 19,87 m  | 20,06 m  | 19,27 m  | 20,06 m   |      |
| 13   | Asmir Kolašinac  | Serbia               | 20,04 m  | x        | x        | 20,04 m   |      |
| 14   | O'Dayne Richards | Giamaica             | x        | 18,72 m  | 19,77 m  | 19,77 m   |      |
| 15   | Kemal Mešić      | Bosnia ed Erzegovina | x        | 19,49 m  | 19,50 m  | 19,50 m   |      |
| 16   | Maksim Sidorov   | Russia               | 18,98 m  | x        | x        | 18,98 m   |      |
| 17   | Stephen Mozia    | Nigeria              | x        | 18,91 m  | x        | 18,91 m   |      |
| 18   | Franck Elemba    | Rep. del Congo       | x        | x        | 17,74 m  | 18,74 m   |      |
| 19   | Jaco Engelbrecht | Sudafrica            | x        | 16,82 m  | 17,59 m  | 17,59 m   |      |
| -    | Om Prakash Singh | India                | dns      | dns      | dns      | dns       |      |

Legenda:
- x = Lancio nullo;
- Q = Qualificato direttamente;
- q = Ripescato;
- NM = Nessun lancio valido;
- DNS = Non è sceso in pedana.

## Finale
La finale si è svolta a partire dalle 20:05 del 7 marzo 2014 ed è terminata dopo un'ora circa.
| Pos.    | Atleta           | Nazionalità   | 1ª prova | 2ª prova | 3ª prova | 4ª prova | 5ª prova | 6ª prova | Misura  | Note                                     |
| ------- | ---------------- | ------------- | -------- | -------- | -------- | -------- | -------- | -------- | ------- | ---------------------------------------- |
| Oro     | Ryan Whiting     | Stati Uniti   | 20,89 m  | 21,47 m  | x        | 22,05 m  | 21,95 m  | 21,11 m  | 22,05 m |                                          |
| Argento | David Storl      | Germania      | 21,35 m  | 21,79 m  | x        | x        | x        | 21,19 m  | 21,79 m | Miglior prestazione personale stagionale |
| Bronzo  | Tomas Walsh      | Nuova Zelanda | x        | x        | 20,12 m  | 20,46 m  | 20,88 m  | 21,26 m  | 21,26 m | Record oceaniano                         |
| 4       | Tomasz Majewski  | Polonia       | 20,76 m  | 20,92 m  | 20,83 m  | 21,04 m  | 20,80 m  | 20,77 m  | 21,04 m | Miglior prestazione personale stagionale |
| 5       | Georgi Ivanov    | Bulgaria      | x        | 20,08 m  | 21,02 m  | x        | x        | x        | 21,02 m | Record nazionale                         |
| 6       | Germán Lauro     | Argentina     | 19,76 m  | 20,50 m  | 20,06 m  | 20,36 m  | x        | x        | 20,50 m |                                          |
| 7       | Orazio Cremona   | Sudafrica     | x        | x        | 20,06 m  | x        | x        | 20,49 m  | 20,49 m | Miglior prestazione personale            |
| 8       | Aleksandr Lesnoj | Russia        | 19,50 m  | x        | 20,16 m  | 20,13 m  | x        | 19,99 m  | 20,16 m |                                          |

Legenda:
- x = Lancio nullo.